# Litija község
Litija község (szlovén nyelven: Občina Litija) Szlovénia 212 alapfokú közigazgatási egységének, azaz községének egyike a Zasavska statisztikai régióban. A terület a történelmi Alsó- és Felső-Krajna régió része. A község 2015-ig a Közép-Szlovénia statisztikai régióhoz tartozott. A község székhelye Litija város. Lakosainak száma 15 593 fő (2020. július 1.).

## A község települései
A községhez Litija székhelyen kívül a következő települések tartoznak:
- Berinjek
- Bistrica
- Bitiče
- Boltija
- Borovak pri Polšniku
- Breg pri Litiji
- Brezje pri Kumpolju
- Brezovo
- Brglez
- Čateška Gora
- Čeplje
- Cirkuše
- Dobje
- Dobovica
- Dole pri Litiji
- Dolgo Brdo
- Gabrovka
- Gabrska Gora
- Gobnik
- Golišče
- Gorenje Jelenje
- Gornje Ravne
- Gradišče
- Hohovica
- Hude Ravne
- Javorje pri Gabrovki
- Jelenska Reber
- Jesenje
- Jevnica
- Ježevec
- Kal pri Dolah
- Kamni Vrh
- Kandrše
- Klanec pri Gabrovki
- Klenik
- Konj
- Konjšica
- Kresnice
- Kresniške Poljane
- Kresniški Vrh
- Kržišče pri Čatežu
- Kumpolje
- Laze pri Gobniku
- Laze pri Vačah
- Leše
- Ljubež v Lazih
- Lukovec
- Magolnik
- Mala Goba
- Mala Sela
- Mamolj
- Moravče pri Gabrovki
- Moravška Gora
- Nova Gora
- Okrog
- Pečice
- Podbukovje pri Vačah
- Podpeč pod Skalo
- Podšentjur
- Pogonik
- Polšnik
- Ponoviče
- Potok pri Vačah
- Prelesje
- Prevale
- Preveg
- Preženjske Njive
- Radgonica
- Ravne
- Renke
- Ribče
- Ržišče
- Sava
- Selce
- Širmanski Hrib
- Široka Set
- Slavina
- Slivna
- Sopota
- Spodnje Jelenje
- Spodnji Hotič
- Spodnji Log
- Stranski Vrh
- Strmec
- Suhadole
- Šumnik
- Tenetiše
- Tepe
- Tihaboj
- Tlaka
- Tolsti Vrh
- Vače
- Velika Goba
- Velika Preska
- Veliki Vrh pri Litiji
- Vernek
- Vodice pri Gabrovki
- Vovše
- Zagorica
- Zagozd
- Zapodje
- Zavrh
- Zglavnica
- Zgornja Jevnica
- Zgornji Hotič
- Zgornji Log

## Népesség
| Lakosok száma | 14 443 | 14 640 | 14 923 | 14 949 | 15 024 | 15 051 | 15 215 | 15 332 | 15 429 | 15 593 |
|               | 2008   | 2009   | 2011   | 2012   | 2013   | 2015   | 2016   | 2017   | 2019   | 2020   |